# Arquebisbat de Pesaro
L'arquebisbat de Pesaro (italià: arquebisbat de Pesaro; llatí: Archidioecesis Pisaurensis) és una seu metropolitana de l'Església catòlica, que pertany a la regió eclesiàstica Marques. El 2004 tenia 117.017 batejats d'un total de 120.697 habitants. Actualment està regida per l'arquebisbe Piero Coccia.

## Territori

El territori de la diòcesi

L'arxidiòcesi ocupa l'extrem septentrional de la província de Pesaro i Urbino. S'estén sobre el territori de vuit municipis: Gabicce Mare, Gradara, Mombaroccio (exclosa la part de Montegiano, que pertany al bisbat de Fano-Fossombrone-Cagli-Pergola), Montelabbate (exclosa la part de Ripe, que pertany a l'arquebisbat d'Urbino-Urbania-Sant'Angelo in Vado), Monteciccardo, Pesaro, Sant'Angelo in Lizzola i Tavullia.
La seu arxiepiscopal es troba a la ciutat de Pesaro, on es troba la catedral de Santa Maria Assunta.
El territori està dividit en 54 parròquies, agrupades en sis arxiprestats: San Terenzio, Santa Maria di Loreto, San Martino, San Michele Arcangelo, Santa Maria Assunta, Sant'Ermete.

## Història
Segons la tradició, existia una comunitat cristiana a Pesaro ja en el segle i i la ciutat va ser erigida en bisbat pel Papa Evarist als voltants del 120; d'acord amb la devoció popular el primer bisbe de Pesaro va ser Terenci, un soldat originari de Panonia, que va patir el martiri a la regió i és el sant patró de la ciutat i de la diòcesi.
El primer bisbe del que es tenen registres històrics és del segle iii: un bisbe de Pesaro, Eracliano, probablement va intervenir al Concili de Sardenya del 343.
Segons l'historiador Pere Maria Amiani, la diòcesi de Pesaro, a petició de Carlemany, va ser feta sufragània de la seu metropolitana de Ravenna al 787. Posteriorment, però, va quedar immediatament subjecta a la Santa Seu.
Al 848 una incursió sarraïna va destruir la catedral extraurbana, que Lanzoni identifica amb l'església de Sant Decenci, que va ser reconstruïda uns anys més tard pel bisbe Raguele dins de les muralles de la ciutat.
Al final del segle x es van fundar dos dels més famosos monestirs benedictins de la regió: el de Sant Tomàs a Foglia, on va morir el 10 de setembre de 1047 el Papa Climent II; i la de la Santa Creu a la Muntanya Favale.
El 4 de juny de 1563, el Papa Pius IV va elevar a seu metropolitana Urbino i la diòcesi de Pesaro va esdevenir part de la seva província eclesiàstica.
El 1575 es va decidir la creació del seminari diocesà, d'acord amb les decisions del Concili de Trento, que va ser construït a partir de 1596.
Després de la reorganització de les diòcesis de les Marques, d'acord amb la butlla Quo Maiori de l'11 de març de 2000 Urbino van perdre la dignitat metropolitana a favor de Pesaro, elevada al rang d'arxidiòcesi metropolitana amb la sufragània actual.

## Cronologia episcopal
- San Terenci †
- San Fiorenzo † (?)
- San Decenzio † (?)
- Sant'Eracliano † (vers la meitat del segle iv)
- Germano † (inicis de 499 - finals de 501)
- Felice † (inicis de 578/590 - finals de 596)
- Massimo † (citat el 649)
- Bennato (o Beato) † (citat el 680)
- Andrea † (citat el 743)
- Stabilino † (citat el 769)
- Domenico † (citat el 820)
- Raguele † (inicis de 853 - finals de 861)
- Giuseppe † (inicis de 868 - finals de 871)
- Adone † (citat el 877)
- Lorenzo † (citat el 887)
- Ranieri † (citat el 890)
- Alberto † (citat el 998)
- Pietro † (inicis de 1044 - finals de 1061)
- Domenico † (citat el 1062)
- Michele † (citat el 1074)
- Anonimo † (citat el 1113)
- Bambone † (citat el 1123)
- Pietro II † (vers 1170 - 1175 deposat)
- Stefano † (citat el 1177)
- Pietro II † (citat el 1184) (per segon cop)
- Guido † (citat el 1188)
- Enrico † (1190 - 1210 mort)
- Pietro † (1210 - ?)
- Bartolomeo da Ancona † (1218 - 1256 mort)
- Uguccione † (3 de juliol de 1257 - 12 de desembre de 1267 nomenat bisbe de Jesi)
- Niccolò de' Fieschi † (16 de febrer de 1268 - 1271)
- Tommaso † (11 d'octubre de 1272 - 1275)
- Francesco da Jesi, O.F.M. † (23 de desembre de 1276 - 1283 mort)
- Accorsio † (13 de desembre de 1283 - finals de 4 de juny de 1291 mort)
- Salvo, O.P. † (27 de gener de 1292 - 1292 mort)
  - Sede vacante (1292-1296)
- Pietro, O.F.M. † (1 de gener de 1296 - vers 1315 mort)
- Giunta † (1316 - 1316 mort)
- Pietro, O.F.M. † (13 de febrer de 1317 - 1343 mort)
- Francesco Vinoli, O.F.M. † (24 de maig de 1343 - 1346 ? mort)
- Omodio † (26 de juny de 1346 - 1353 ? mort)
- Biagio Geminelli † (29 de gener de 1354 - 21 d'agost de 1357 nomenat bisbe de Chiusi)
- Enrico da Sessa † (21 d'agost de 1357 - 12 d'octubre de 1358 nomenat bisbe d'Ascoli Piceno)
- Nicolò de' Merciari † (12 de juliol de 1359 - 1 de juliol de 1370 nomenat bisbe de Fermo)
- Leale Malatesta † (1 de juliol de 1370 - 10 de gener de 1374 nomenat bisbe de Rimini)
- Niccolò † (1374 - 23 de març de 1374 nomenat bisbe de Chioggia)
- Angelo Feducci, O.F.M. † (23 de març de 1374 - 1381 deposat)
  - Sede vacante (1381-1389)
- Francesco III † (1389 - 1398)
- Angelo Rocci † (23 de desembre de 1398 - 1406)
- Antonio Casini † (1 d'octubre de 1407 - 20 de juliol de 1409 nomenat bisbe de Siena)
- Bartolomeo Casini, O.S.B.Vall. † (20 de juliol de 1409 - 1419 mort)
- Giovanni Benedetti † (5 de juliol de 1419 - 1451 mort)
- Giovanni Paterna, O.F.M. † (1451 - 1470 ? mort)
- Barnaba Mersoni † (29 de març de 1470 - 29 de maig de 1475 nomenat bisbe de Terni)
- Tommaso Vincenzi † (29 de maig de 1475 - 8 de setembre de 1478[nota 2] mort)
- Lorenzo Capodiferro † (10 de desembre de 1479 - 1487 mort)
- Astorre Malvezzi † (1487 - 1487 mort)[nota 3]
  - Ascanio Maria Sforza † (1488 - de maig de 1491 dimití) (administrador apostòlic)
- Luigi Capra † (16 de maig de 1491 - 13 d'agost de 1498[nota 4] mort)
- Francesco Oricellai † (16 d'agost de 1499 - 1503 mort)
  - Giovanni de' Medici † (d'octubre de 1503 - 1504 dimití) (administrador apostòlic)
- Francesco Riccardi † (27 de maig de 1504 - 24 de setembre de 1508)
- Albertino della Rovere † (6 de setembre de 1508 - 1513 mort)
- Paride Grassi † (4 d'abril de 1513 - 10 de juny de 1528 mort)
- Baldassarre Caetano Grassi † (10 de juny de 1528 - de juliol de 1528 dimití)
- Giacomo Simonetta † (17 de juliol de 1528 - 10 de desembre de 1537 dimití)
- Ludovico Simonetta † (19 de desembre de 1537 - 1561 dimití)
- Giulio Simonetta † (9 de maig de 1561 - 27 de maig de 1576 mort)
- Roberto Sassatelli † (4 de juny de 1576 - 1586 mort)
- Cesare Benedetti † (28 de maig de 1586 - 1609 mort)
- Bartolomeo Giorgi (De Gregori), O.F.M. † (15 de juny de 1609 - 1612 mort)
- Malatesta Baglioni † (16 de juliol de 1612 - 16 de setembre de 1641 nomenat bisbe d'Assís)
- Giovanni Francesco Passionei † (27 de novembre de 1641 - d'agost de 1657 mort)
- Gianlucido Palombara † (1 d'abril de 1658 - 25 de novembre de 1666 mort)
- Alessandro Diotallevi, C.R.S.A. † (3 d'octubre de 1667 - 28 de setembre de 1676 mort)
- Girolamo Valvassori, O.E.S.A. † (11 de gener de 1677 - de setembre de 1684 mort)
  - Sede vacante (1684-1688)
- Alessandro Avio † (17 de maig de 1688 - 2 d'octubre de 1702 nomenat bisbe de San Severino Marche)
- Filippo Carlo Spada † (20 de novembre de 1702 - 19 de desembre de 1738 nomenat bisbe titular de Teodosia)
- Umberto Luigi Radicati † (26 de gener de 1739 - 13 de novembre de 1773 mort)
- Marcantonio Conti † (28 de febrer de 1774 - 2 de març de 1775 dimití)
- Gennaro Antonio de Simone † (13 de març de 1775 - 18 d'agost de 1779 dimití)
- Rocco Maria Barsanti, C.R.M. † (20 de setembre de 1779 - 16 d'octubre de 1784 mort)
- Giuseppe Maria Luvini, O.F.M.Cap. † (14 de febrer de 1785 - 3 de setembre de 1790 mort)
  - Sede vacante (1790-1806)
  - Giuseppe Beni[nota 5] † (24 de gener de 1794 - 12 de gener de 1806 mort) (administrador apostòlic)
- Andrea Mastai-Ferretti † (26 d'agost de 1806 - 26 de juny de 1822 mort)
- Ottavio Zollio † (27 de setembre de 1822 - 24 de maig de 1824 nomenat bisbe de Rimini)
- Felice Bezzi † (24 de maig de 1824 - 16 de març de 1828 mort)
- Filippo Monacelli † (15 de desembre de 1828 - 30 de gener de 1839 mort)
- Francesco Canali † (8 de juliol de 1839 - 5 de setembre de 1846 mort)
- Giovanni Carlo Gentili † (12 d'abril de 1847 - 10 d'octubre de 1854 dimití)
  - Sede vacante (1854-1856)
- Clemente Fares † (15 de desembre de 1856 - 1 de març de 1896 mort)
- Carlo Bonaiuti † (22 de juny de 1896 - 26 de juliol de 1904 mort)
- Paolo Marco Tei, O.F.M.Cap. † (14 de novembre de 1904 - 28 d'abril de 1916 mort)
- Bonaventura Porta † (22 de març de 1917 - 1952 jubilat)
- Luigi Carlo Borromeo † (28 de desembre de 1952 - 4 de juliol de 1975 mort)
- Gaetano Michetti † (4 de juliol de 1975 - 3 de gener de 1998 jubilat)
- Angelo Bagnasco (3 de gener de 1998 - 20 de juny de 2003 nomenat ordinari militar d'Itàlia)
- Piero Coccia, des del 28 de febrer de 2004

## Estadístiques
A finals del 2004, la diòcesi tenia 117.017 batejats sobre una població de 120.697 persones, equivalent al 97,0% del total.
| any  | població | població | població | sacerdots | sacerdots       | sacerdots       | sacerdots             | diaques | religiosos | religiosos | parroquies |
| ---- | -------- | -------- | -------- | --------- | --------------- | --------------- | --------------------- | ------- | ---------- | ---------- | ---------- |
| any  | batejats | total    | %        | total     | clergat secular | clergat regular | batejats por sacerdot | diaques | homes      | dones      |            |
| 1950 | 76.900   | 77.500   | 99,2     | 111       | 81              | 30              | 692                   |         | 10         | 21         | 44         |
| 1970 | 101.100  | 101.007  | 100,1    | 122       | 79              | 43              | 828                   |         | 52         | 190        | 56         |
| 1980 | 112.600  | 115.400  | 97,6     | 115       | 70              | 45              | 979                   | 3       | 52         | 173        | 61         |
| 1990 | 112.000  | 113.400  | 98,8     | 119       | 72              | 47              | 941                   | 2       | 60         | 90         | 54         |
| 1999 | 113.210  | 114.423  | 98,9     | 105       | 67              | 38              | 1.078                 | 10      | 40         | 98         | 54         |
| 2000 | 113.180  | 114.685  | 98,7     | 103       | 66              | 37              | 1.098                 | 8       | 39         | 95         | 54         |
| 2001 | 116.215  | 117.506  | 98,9     | 104       | 69              | 35              | 1.117                 | 8       | 38         | 110        | 54         |
| 2002 | 115.478  | 117.205  | 98,5     | 105       | 69              | 36              | 1.099                 | 8       | 39         | 104        | 54         |
| 2003 | 117.200  | 119.890  | 97,8     | 107       | 69              | 38              | 1.095                 | 8       | 42         | 103        | 54         |
| 2004 | 117.017  | 120.697  | 97,0     | 110       | 67              | 43              | 1.063                 | 7       | 47         | 93         | 54         |